# Прохова скалка
Про́хова Ска́лка — комплексна пам'ятка природи місцевого значення в Україні.
Розташована на території Тернопільського району Тернопільської області, за 4 км на північний схід від села Колодіївка.
Площа 0,15 га. Статус отриманий за рішенням Тернопільської обласної ради від 14 грудня 2006 року № 105. Перебуває у віданні Колодіївської сільської ради.
Статус надано для збереження фрагменти Товтрової гряди.